# Kolarstwo na Letnich Igrzyskach Olimpijskich 1924 – tandemy mężczyzn
Tandemy mężczyzn – były jedną z sześciu konkurencji kolarskich na igrzyskach olimpijskich w Paryżu w 1924 r. W zawodach, które odbyły się w dniach 26–27 lipca 1924 r. wzięło udział 5 zespołów (10 zawodników) z 5 krajów. Kolarze ścigali się na dystansie 2000 metrów.

## Drużyny
- duńska – Edmund Hansen, Willy Falck Hansen
- francuska – Lucien Choury, Jean Cugnot
- holenderska – Gerard Bosch van Drakestein, Maurice Peeters
- węgierska – János Grimm, Ferenc Uhereczky
- brytyjska – Frederick Habberfield, Thomas Harvey

## Wyniki

### Eliminacje
Do finału awansowały drużyny, które wygrały wyścig eliminacyjny.
Wyścig 1
| Miejsce | Zawodnik                                    | Czas | Uwagi |
| ------- | ------------------------------------------- | ---- | ----- |
| 1       | Gerard Bosch van Drakestein Maurice Peeters | 12,6 | Q     |
| 2       | János Grimm Ferenc Uhereczky                |      |       |

Wyścig 2
| Miejsce | Zawodnik                  | Czas | Uwagi |
| ------- | ------------------------- | ---- | ----- |
| 1       | Lucien Choury Jean Cugnot | 14,0 | Q     |

Wyścig 3
| Miejsce | Zawodnik                            | Czas | Uwagi |
| ------- | ----------------------------------- | ---- | ----- |
| 1       | Edmund Hansen Willy Falck Hansen    | 12,8 | Q     |
| 2       | Frederick Habberfield Thomas Harvey |      |       |

### Finał
| Miejsce | Zawodnik                                    | Czas |
| ------- | ------------------------------------------- | ---- |
| 1       | Lucien Choury Jean Cugnot                   | 12,6 |
| 2       | Edmund Hansen Willy Falck Hansen            |      |
| 3       | Gerard Bosch van Drakestein Maurice Peeters |      |